# ゴッドファーザー (小説)
『ゴッドファーザー』（The Godfather）は、アメリカの作家マリオ・プーゾによる犯罪小説である。初版は1969年3月10日、発行はG. P. Putnam's Sons社。ニューヨークとロングビーチに本拠地を置く、架空のシシリアン・マフィアのファミリーを描く。ファミリーを率いるのはドン・ヴィトー・コルレオーネで、イタリアン・マフィアを象徴する男である。小説には、1945年から1955年にかけてのファミリーの様相と、幼年期から青年期にかけてのヴィトー・コルレオーネを回想する場面とが、交互に描かれる。
小説のヒットにより、「コンシリエーレ consigliere = 相談役」「カポレジーム caporegime = 幹部」「コーサ・ノストラ Cosa Nostra = シシリアン・マフィア」「オメルタ omertà = 血の掟」といった言葉が、英語圏の人々にも知られるようになった。
1972年にはこの小説を基に、同名の映画が作られた。プーゾ自身も出資した続編が2本、1974年と1990年に制作された。

## タイトル
「ゴッドファーザー」とは、マフィアのボスまたはファミリーのトップへの敬称であるが、本来はカトリックでの洗礼時の代父（名付け親）という意味である。イタリアなどの伝統的なカトリック世界では洗礼時の代父・代母は第二の父母であり、後見人的な存在として生涯にわたり関わりが続いたことに由来している。
アメリカにおけるイタリア人移民社会でも本国同様に代父母とのかかわりが重視されていたため、場合によってはイタリア系アメリカ人社会の実力者であるマフィアのボスに代父を頼み、協力を惜しまない代わりに庇護を求めていたという歴史的背景がある。
闇社会を暗示する小説のタイトルについて、多くの論争が起こった。広く言われていることだがプーゾは、マフィアのボスを指す語として「ゴッドファーザー = 名付け親」を使うことを、取材経験から思いついたという。

## 登場人物・組織
コルレオーネ・ファミリーを立ち上げたのは、ドン・ヴィトー・コルレオーネである。ヴィトーの姓「コルレオーネ」は、イタリアの故郷コルレオーネから採ったもので、イタリア語では「勇敢な人」を意味する。
同様に、コルレオーネの母の旧姓コリリアーノは、カラブリア州のコムーネ、コリリアーノ・カーラブロにちなんでつけられたようである。この地域は、ンドランゲタの活動でよく知られているが、プーゾは小説の中で、コリリアーノの名の由来には触れていない。
ヴィトーには、ソニー、フレド、マイケル、コニーの、4人の子供がある。また非公式ながらトム・ヘイゲンを養子にし、コンシリエーレに据えている。ヴィトー・コルレオーネはまた、有名な歌手で映画俳優のジョニー・フォンテーンの、ゴッドファーザーでもある。タイトルのゴッドファーザーは通常ヴィトーを指すとみなされるが、実際には物語の主人公はマイケルであり、意に反して父の跡を継ぎファミリーを率いてゆくマイケルの運命を、小説のテーマとしている。
コルレオーネ・ファミリーは犯罪組織であり、みかじめ料、恐喝、ギャンブル、組合監視など、さまざまな犯罪に手を染めている。ドンの下には、「カットアウト」役を果たすコンシリエーレがおり、ドンの連座を防いでいる。小説でも、コンシリエーレのポジションは、ドンの最も信頼するアドバイザーでありカウンセラーであると説明されている。
組織の活動部隊は、2人のカポレジーム（カポ、もしくはキャプテンとも）、ピーター・クレメンザとサルバトーレ・テッシオに率いられている。彼らは組織内では高い地位にあり、表向きは、ドン、副ボス、コンシリエーレに次いで4番目に権力を持つ。

## あらすじ
小説は、コルレオーネ・ファミリーと、それ以外のニューヨーク5大ファミリーとの抗争を描いている。
ドン・ヴィトー・コルレオーネが麻薬ディーラーのソロッツォの手の者に狙撃された後、ヴィトーの息子ソニーとマイケルがファミリーのビジネスを取り仕切っている。彼らを補佐するのは、コンシリエーレのトム・ヘイゲン、カポのクレメンザやテッシオであった。ソロッツォとアイルランド人の警察署長をマイケルが殺害し、対立は全面戦争へと拡大する。その結果ソニーは死に、マイケルは、不本意ながらファミリーのトップに立つ。彼は次第に父よりも冷酷になり、ソニーの殺害に関わった義理の弟カルロ・リッジをも殺害する。
物語が進むにつれ多彩な脇役が登場し、ドンの名づけ子ジョニー・フォンテーンとその友人のニノ・ヴァレンティ、ソニーの元恋人ルーシー・マンチーニ、マイケルのボディガードのアル・ネリなど、それぞれのサブ・プロットも詳しく描かれる。これらのサブ・プロットのほとんどは、映画では省略されている。
小説はクライマックスに達し、マイケルは2大敵対勢力のエミリオ・バルジーニとフィリップ・タッタリアを暗殺させる。タッタリア・ファミリーとバルジーニ・ファミリーを壊滅させた後、マイケルはニューヨークにおけるビジネスをすべて売り払って、ラスベガスで合法的なファミリー・ビジネスに取り組もうと考える。

## ファミリー
ニューヨーク5大ファミリーとは、ストラッチ、タッタリア、コルレオーネ、クネオス、バルジーニのファミリーである。他のファミリーにも触れられており、ニューヨークのボッチッチオはネゴシエーターや人質の役を果たし、ニューオーリンズのトラモンティやシカゴのカポネなども登場する。

## 映画化
1972年、小説が映画化された。配役はマーロン・ブランド（ドン・ヴィトー・コルレオーネ）、アル・パチーノ（マイケル・コルレオーネ）、監督はフランシス・フォード・コッポラであった。マリオ・プーゾは、脚本その他に参加している。映画は全世界でおよそ2億6900万ドルの総収益をあげ、3つのアカデミー賞、15のゴールデン・グローブ、16のグラミー賞を始めさまざまな賞を受賞。続編の「ゴッドファーザー PART II 」もまた6つのアカデミー賞を受賞、続編が作品賞のオスカーを受賞した初めての映画となった。
映画はほぼ原作に沿っているが、何人かの登場人物のサブ・プロットなど、若干の省略がある。こういったサブ・プロットも撮影されてはおり、のちの作品「ゴッドファーザー・サガ」に取り入れられた。ハリウッドのジョニー・フォンテーンについては、サブ・プロットが撮影されなかった。もっとも大きな違いは、映画のエンディングの方が小説よりも暗いということである。小説では、ケイ・コルレオーネは、父の後を継ぐというマイケルの決意をおだやかに認める道を選ぶ。しかし映画では対照的に、マイケルのした恐ろしい出来事や彼の冷酷さ、これからさらにひどくなってゆくであろうことを理解したケイの絶望で終わる。マイケルの残虐性はPART II、PART IIIでも増してゆくが、これは小説には描かれなかった部分である。
PART IIIでも、ヴィンセント・マンシーニのような「手に負えない」人物が登場し、小説とは異なっている。

## TVゲーム化
テレビゲーム会社のエレクトロニック・アーツが、2006年3月21日、テレビゲーム『 The Godfather The Game 』を発売した。プレイヤーは、コルレオーネ・ファミリーの「兵隊」役になる。マーロン・ブランドは生前ヴィトーの声を少しアテレコしたが、結局使用不可の判断がなされ、ブランドの物まねタレントによって再度吹きこまれた。フランシス・フォード・コッポラ監督は2005年4月、パラマウントのゲーム化承認を知らされていなかったこと、自身はゲーム化に賛成しないことを表明した。
アル・パチーノも作製に参加せず、マイケル・コルレオーネ役は似た人物に置き換えられた。

## 続編
2004年Random House社から、プーゾによる「ゴッドファーザー」の続編、「The Godfather Returns」がワインガードナーの著で出版された。2006年には更に、ワインガードナーの続編「The Godfather's Revenge」が出版された。続編の小説は、プーゾの小説の続きを描き出している。
「 The Godfather Returns 」は、プーゾの「ゴッドファーザー」ラストシーンの直後から始まる。小説は1995年から1962年までの様相とともに、プーゾの小説以前のマイケル・コルレオーネの過去を描いている。映画「ゴッドファーザー PART II」に描かれた出来事はすべて、この小説の設定期間内に生じた事柄であるが、バックグラウンドで触れられるだけである。小説には、映画の内容と関連付けられた出来事が描かれ、小説と映画がうまくリンクするように作られている。
「 The Godfather's Revenge 」は、1963年から1964年を描く。「ゴッドファーザー」でプーゾはフランク・シナトラという実在の人物をモデルにジョニー・フォンテーンを描いた。ワインガードナーはこの手法を真似て、ジョセフ、ジョン、ロバート・ケネディ一族をモデルにシェア一族を、カルロス・マルセロをモデルにカルロ・トラモンティを創作した。「 The Godfather Returns 」では、ワインガードナーは、1957年ニューヨーク州アパラチンで起きた犯罪組織一掃事件を小説に取り入れている。
ワインガードナーは、プーゾの小説の登場人物をそのまま流用し、オリジナルのキャラクターは少しだけ創造した。特に重要なのは、コルレオーネの兵隊で、2つの続編で主要な役割を果たすニック・ゲラチである。ワインガードナーは、フレド・コルレオーネ、トム・ヘイゲン、ジョニー・フォンテーンといったプーゾ作の登場人物を、さらに掘り下げて描いた。
後にプーゾによって書かれた小説「ザ・シシリアン」は、「ゴッドファーザー」とリンクした番外編的作品である。マイケルがシチリア島に逃亡中の物語であり、彼はヴィトーによって義賊サルヴァトーレ・ジュリアーノをアメリカに逃す役目を与えられる。ただし、マイケル・チミノによって映画化された「シシリアン」にはマイケルは一切出てこない。

## コルレオーネ・ファミリーの構成
コルレオーネ・ファミリーを率いるのは、ドン・ヴィトー・コルレオーネである。ヴィトーの長男サンティノ・コルレオーネは殺されるまではアンダーボスだった。養子のトム・ヘイゲンは、ファミリーのコンシリエーレである。小説冒頭のカポレジームはピーター・クレメンザとサルバトーレ・テッシオであったが、のちにはロッコ・ランポーンとアルベルト・ネリがその任に就く。ファミリーの殺し屋は最初ルカ・ブラーシで、のちには冷酷であっても凶暴ではないアルベルト・ネリがその役に就く。パウリ・ガットー、ロッコ・ランポーン、アル・ネリは兵隊だったが、ガットーはランポーンに粛清され、小説の終わりごろには、ランポーンとネリがカポレジームに就く。

## 現実との類似性
小説のかなりの部分が、現実世界、特にいわゆる「五大ファミリー」、ニューヨーク近辺のマフィア組織の歴史に基づいて書かれている。実在のギャングやその仲間を暗示する登場人物も多い。ジョニー・フォンテーンはフランク・シナトラを、モー・グリーンはバグジーをモデルにしているといった類である。

## 翻訳
- マリオ・プーヅォ『ゴッドファーザー』一ノ瀬直二 訳、早川書房、1972年9月10日。新版・ハヤカワ文庫（上下）、2005年

## 参照項目
- マフィア
- 代父母